# Андовер (Массачусетс)
Андовер (англ. Andover) — город в округе Эссекс штата Массачусетс, США.

## География
Город Андовер расположен на северо-востоке США, в округе Эссекс штата Массачусетс. Расположен на реке Шошин, в 20 милях (33 км) к северу от Бостона и в 4 милях к югу от Лоуренса. Площадь города составляет 83,2 км². По данным переписи 2020 года, население составляло 36 569 человек. Около 92 % населения Андовера — белые.
В городе находится известное учебное заведение — Академия Филлипса, основанное в 1778 году. Здесь действовала основанная в 1807 году Богословская семинария конгрегационалистов, которую окончили много известных богословов.

## История
Первое постоянное поселение здесь было основано в 1642 году Джоном Вудбриджем и группой поселенцев из Ньюбери и Ипсвича. Права города и название Андовер оно получило в 1646 году. В течение 30 лет Андовер жил спокойно, вплоть до начала в 1675—1676 годах войны англичан против индейцев (Война Короля Филиппа). Во время Салемских процессов против ведьм расследования происходили и в Андовере; в 1692—1693 годах три жительницы города были признаны виновными в заключении пакта с дьяволом и колдовстве, осуждены и казнены; ещё пять горожанок были признаны виновными в колдовстве, однако помилованы губернатором Массачусетса Уильямом Фипсом. Лишь в 1713 году эти приговоры были отменены.
Около 350 жителей Андовера ушли 19 апреля 1775 года на соединение с армией Дж. Вашингтона, и в дальнейшем принимали участие в Войне за независимость США.
6 января 1853 года у Андовера произошла железнодорожная катастрофа с поездом, на котором ехал незадолго перед этим избранный 14-й президент США Франклин Пирс и члены его семьи. В результате этой трагедии погиб 11-летний сын президента Бенджамин.